# Cosenza
Cosenza  város (közigazgatásilag comune) Olaszország Calabria régiójában, Cosenza megyében. Az azonos nevű megye székhelye.

## Fekvése
Cosenza tengerszint felett 238 m magasan fekszik a Calabriai-Appenninek tengerparti vonulata és a Sila-fennsík közötti völgyben. Az óvárosa a Crati folyó völgyére néz, az újváros pedig a Busento völgyében fekszik. Határai: Aprigliano, Carolei, Casole Bruzio, Castrolibero, Dipignano, Mendicino, Paterno Calabro, Pedace, Piane Crati, Pietrafitta, Rende, Rovito, Trenta és Zumpano.

## Története
A várost az i. e. 4 században alapították a bruttiusok, akiknek sikerült megőrizniük városukat a Dél-Itáliába érkező görögök terjeszkedése ellenére. A Római Birodalom idején Cosentia néven volt ismert. Sztrabón és Titus Livius is megemlítették a várost feljegyzéseikben. A Capuát Rhegiummal összekötő Via Popilia egyik fontos állomása volt.
410-ben az Alarik vezette gótok foglalták el, akik Róma kifosztása után dél felé nyomultak. A legendák szerint Alarik Cosenzában halt meg. Katonái a Crati és Busento folyók összefolyásánál egy különleges sírboltot építettek. A rabszolgák segítségével elterelték a két folyó vizét és a kiszáradt mederben építették meg a sírboltot, ahova Alarikot eltemették lovával és kincseivel együtt. A temetés után a folyók vizeit visszaterelték régi medrükbe így Alarik sírja és kincsei örökre rejtve maradtak.
A gótok után a longobárdok, majd a bizánciak fennhatósága alá került. Ekkor Constantia néven volt ismert. A 11. században a normannok fennhatósága alá került. Ekkor épült fel katedrálisa is. A középkorban a Nápolyi Királyság része volt. 1861-ben az egyesült Olasz Királyság része lett.

## Népessége
A népesség számának alakulása:

## Főbb látnivalói

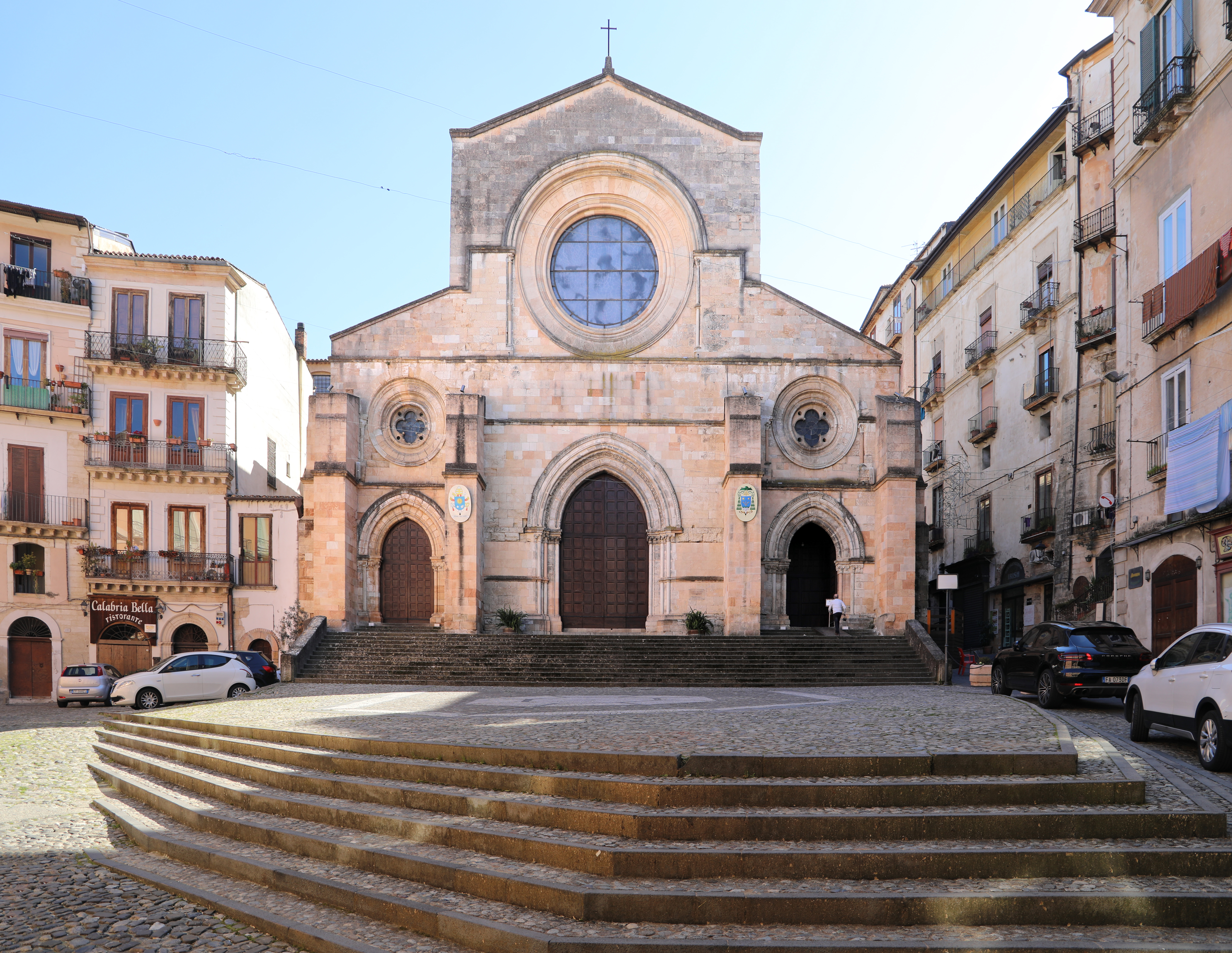
A cosenzai katedrális

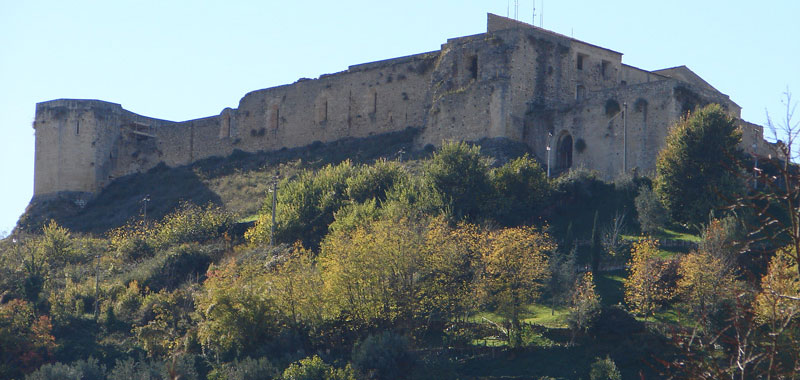
Castello Svevo

- San Domenico-templom - 1448-ban épült reneszánsz stílusban.
- Duomo (katedrális) - a 11. század végén - 12. század elején épült. II. Frigyes német-római császár jelenlétében szentelték fel. A román stílusban épült istenházát a 18. század első felében barokkosították.
- Monastero delle Vergini - a Szűzek kolostora a 13. században épült
- Giostra Vecchia - a középkori város központja, mely a 15. században épült ki. Fő látnivalói a Palazzo Falvo, az Assisi Szent Ferenc tiszteletére emelt templom és kolostor és számos egyéb korabeli építmény.
- Castello Svevo - a helyén a 10. században építettek a szaracénok egy erődítményt, ezt alakíttatta át II. Frigyes német-római császár, akiről nevét is kapta (Stauffen-vár).
- Palazzo Arnone (16. század)
- Arenella (középkori piactér)
- Palazzo del Governo (17. század)
- Villa Vecchia (a város központi parkja)
- Piazetta Toscano (római kori leletek)
- Madonna del Carmine-templom (15. század)
- San Francesco di Paola-templom (15. század)
- Santissimo Salvatore-templom (16. század)
- Sant’Agostino templom és kolostor (15. század)
- Santa Maria delle Vergini-templom (16. század)

## Kultúra

### Múzeumok
- Museo Civico Archeologico - városi régészeti múzeum
- Museo delle Rimembranze - a Calabria népi kultúrát mutatja be
- Galleria Nazionale - Palazzo Arnone

### Színházak

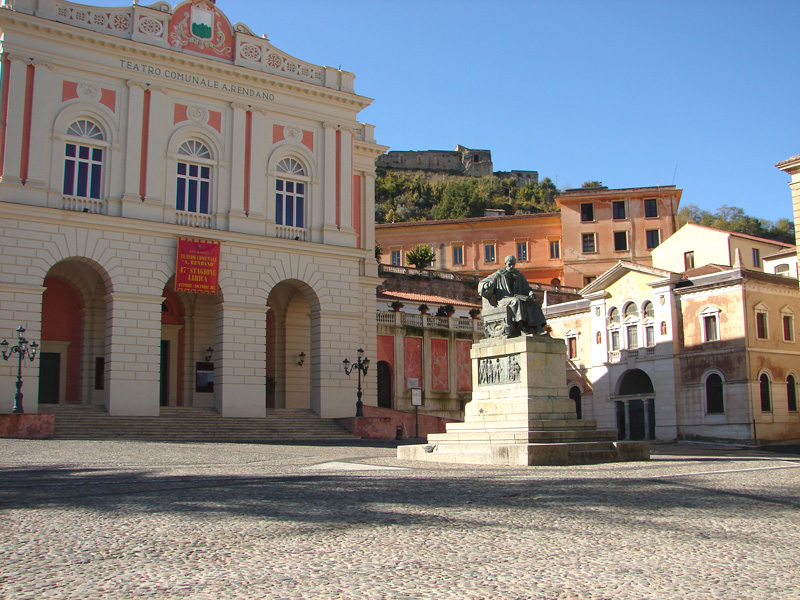
Teatro Rendano

- Teatro Rendano
- Teatro dell’Acquario
- Teatro Morelli

### Oktatási intézmények
- Calabriai Egyetem
- Stanislao Giacomantonio Konzervatórium

## Híres cosenzaiak
- Aulo Giano Parrasio (humanista, 1470-1521)
- Bernardino Telesio (filozófus, 1509-1588)
- Pietro Negroni (festő, 1505-1565)
- Antonio Serra (közgazdász, 16. század)
- Sertorio Quattromani (filozófus, 1541-1607)
- Francesco Saverio Salfi (filozófus, 1759-1832)
- Giuseppe Spiriti (tudós, 1757-1799)
- Alfonso Rendano (zeneszerző, 1853-1931)
- Alessandro Longo (zeneszerző, 1864-1945)
- Francesco Leonetti (1924–2017), író
- Mark Iuliano (* 1973), abdarúgó
- Stefano Fiore (* 1975), abdarúgó
- Antonio Fuoco (* 1996), autóversenyző

## Közlekedés
A város megközelíthető:
- autópályán: A3-as (Salerno-Reggio Calabria)
- főúton: E846-os (Paola-Cosenza-Crotone)
- vasúton: a Salerno-Reggio Calabria vasútvonalon, a vasútállomások:
  - Stazione di Cosenza
  - Stazione di Cosenza (1877)
  - Stazione di Cosenza (FCL)
  - Stazione di Cosenza Centro
- repülőn: legközelebbi a Lamezia Terme repülőtér

A város tömegközlekedését a Binbus konzorcium bonyolítja buszjáratai révén illetve a Trenitalia, amely elővárosi vasúti járatokat üzemeltet. A belváros érdekessége, hogy a nagy szintkülönbségek miatt egyes városnegyedek, terek, utcák között mozgólépcsőkkel váltották ki a hagyományos lépcsősorokat.